# Trattato di Berlino (1926)
Il trattato di Berlino (Patto di neutralità e di non aggressione tedesco-sovietico dell'aprile 1926) è un trattato del 24 aprile 1926 con il quale la Germania e l'Unione Sovietica si promettevano la neutralità in caso di un attacco all'altro da una terza parte per i successivi cinque anni. Il trattato di non aggressione riaffermò il trattato di Rapallo tedesco-sovietico firmato nel 1922.
Le ratifiche per il trattato vennero scambiate a Berlino il 29 giugno 1926 ed entrarono in vigore lo stesso giorno. Il trattato venne registrato nel League of Nations Treaty Series il 3 agosto 1926. Venne rinnovato dal protocollo aggiuntivo firmato il 24 giugno 1931, ratificato il 5 maggio 1933. Il protocollo aggiuntivo venne registrato nel League of Nations Treaty Series il 15 febbraio 1935.

## Le reazioni
In Germania, il trattato venne confrontato con il famoso Trattato di controassicurazione di Bismarck con la Russia nel 1887. Il voto che approvava il trattato nel Comitato Straniero del Reichstag era stato unanime, prima volta per la Repubblica di Weimar.
1. Cancelliere Wilhelm Marx: "l'intento ad adattare le relazioni tedesco-russe stabilite a Rapallo alla nuova situazione politica creata dai trattati di Locarno".
2. Ministro degli Esteri della Repubblica di Weimar Gustav Stresemann: "l'idea di combinare questa politica di Locarno con un consolidamento delle nostre relazioni con la Russia".
3. Diplomatico sovietico Maxim Litvinov: "l'amplificazione del Trattato di Rapallo".

## Testo del trattato
Il governo tedesco e il governo dell'Unione delle Repubbliche Socialiste Sovietiche, 
Desiderosi di fare tutto quanto in loro potere per promuovere il mantenimento della pace generale,
E nella convinzione che gli interessi del popolo tedesco e dei popoli del governo dell'Unione delle Repubbliche Socialiste Sovietiche richiedano costante collaborazione e fiducia,
Dopo aver accettato di rafforzare le relazioni amichevoli esistenti tra loro per mezzo di un Trattato speciale hanno convenuto le seguenti disposizioni:

Articolo 1

Le relazioni tra la Germania e il governo dell'Unione delle Repubbliche Socialiste Sovietiche continuano ad essere basate sul Trattato di Rapallo.
Il governo tedesco e il governo dell'Unione delle Repubbliche Socialiste Sovietiche manterranno il contatto amichevole, al fine di promuovere la comprensione per quanto riguarda tutte le questioni politiche ed economiche che interessano congiuntamente i due paesi.
Articolo 2

Qualora una delle parti contraenti, nonostante il suo atteggiamento pacifico, venga attaccata da una o più terze Potenze, l'altra parte contraente dovrà rispettare la neutralità per tutta la durata del conflitto.

Articolo 3

Se, in occasione di un conflitto di natura menzionato nell'articolo 2, o in un momento in cui nessuna delle parti contraenti è impegnata in operazioni belliche, si forma una coalizione tra terze Potenze in vista del boicottaggio economico o finanziario di una delle parti contraenti, l'altra parte contraente si impegna a non aderire a tale coalizione.

Articolo 4

Il presente trattato sarà ratificato e gli strumenti di ratifica saranno scambiati a Berlino.

Esso entrerà in vigore alla data dello scambio degli strumenti di ratifica e resterà in vigore per cinque anni. Le due parti contraenti si conferiscono in tempo utile prima della scadenza di questo periodo per quanto riguarda il futuro sviluppo delle loro relazioni politiche.

In fede dei plenipotenziari che hanno firmato il presente trattato.

Firmato: Herr Stresemann

Firmato: M Krestinski

## Conseguenze
Nel mese di giugno 1926, le banche tedesche concessero crediti all'Unione Sovietica per un importo complessivo di 300 milioni di marchi "grazie alla collaborazione del governo tedesco". L'interesse venne fissato al 9,4% annuo. Nell'ottobre 1926, il governo sovietico invitò un gruppo notevole di deputati del Reichstag a Mosca. Georgij Čičerin, durante una visita a Berlino nel dicembre 1926, rimarcò il miglioramento del rapporto tedesco-sovietico presente in confronto con il 1925.
Da quel momento in poi, tuttavia, ci fu un lento declino nei rapporti, con una rottura completa raggiunta pochi mesi dopo l'ascesa di Hitler al potere nel 1933. Le proroghe del trattato vennero firmate il 24 giugno 1931 e nello stesso anno le banche tedesche concessero crediti supplementari all'Unione Sovietica del valore di 300 milioni di marchi "per l'acquisto di beni industriali tedeschi.

### Articoli
- Andrew J. Crozier, The Failed Peace, in The causes of the Second World War, Blackwell Publishers, 1997,  p. 67, ISBN 978-0-631-18601-4. URL consultato il 30 luglio 2009.
- Robert C. Tucker, THE DIPLOMACY OF RAPPROCHEMENT WITH GERMANY, in Stalin in power: the revolution from above, 1928-1941, reprint, W. W. Norton & Company, 1992,  p. 227, ISBN 978-0-393-30869-3. URL consultato il 30 luglio 2009.
- Walter Moss, Soviet Foreign Policy, 1917–1941, in A history of Russia, vol. 2, 2nd, Anthem Press, 2005,  p. 284, ISBN 978-1-84331-034-1. URL consultato il 30 luglio 2009.